# 1952 год в музыке

## События
- 14 ноября — в газете NME был опубликован первый британский хит-парад синглов.

## Выпущенные альбомы
- Aznavour et Pierre Roche (Шарль Азнавур)

## Родились

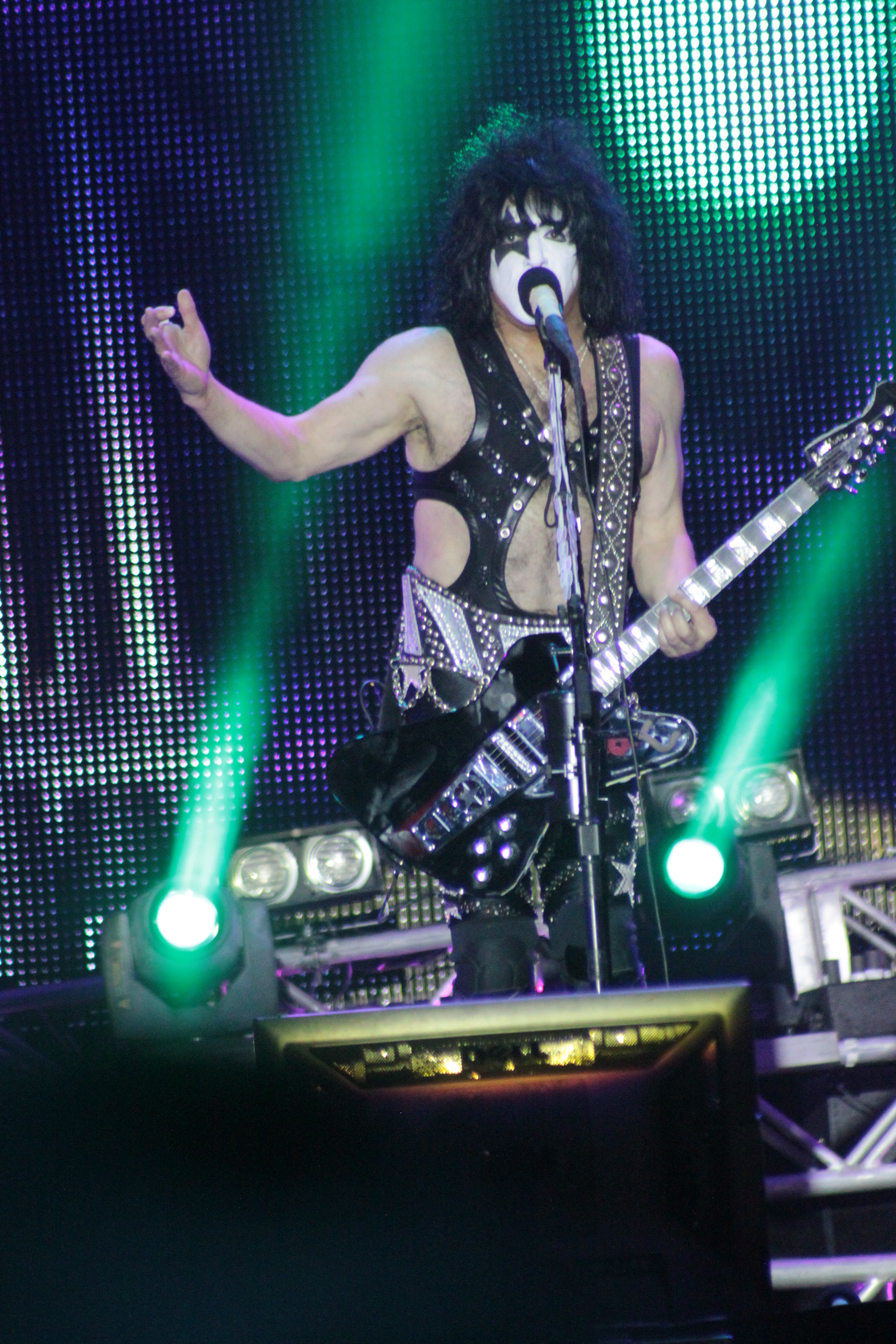
Пол Стэнли

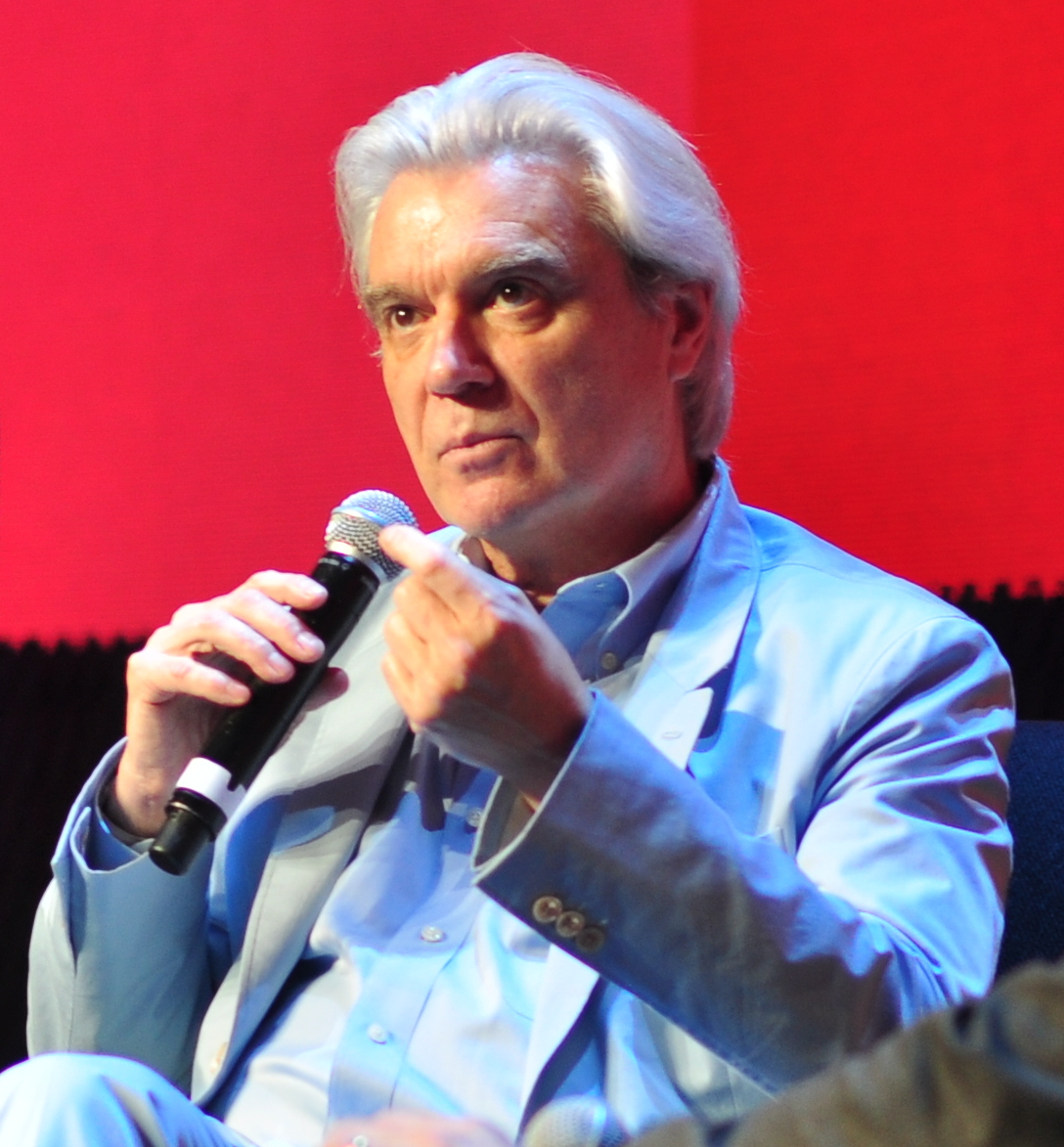
Дэвид Бирн

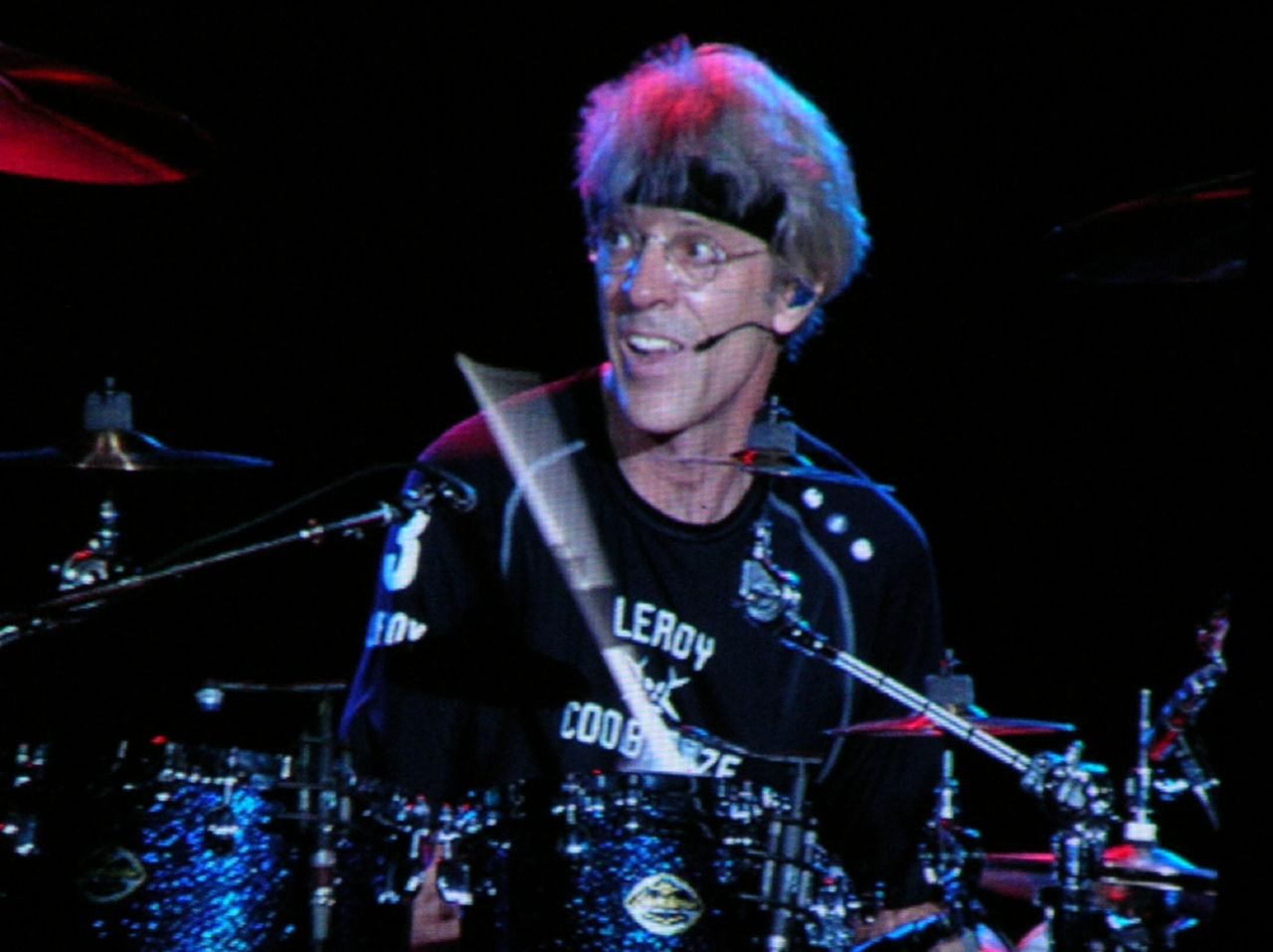
Стюарт Коупленд

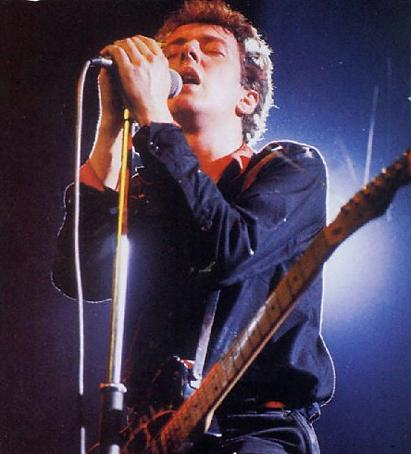
Джо Страммер

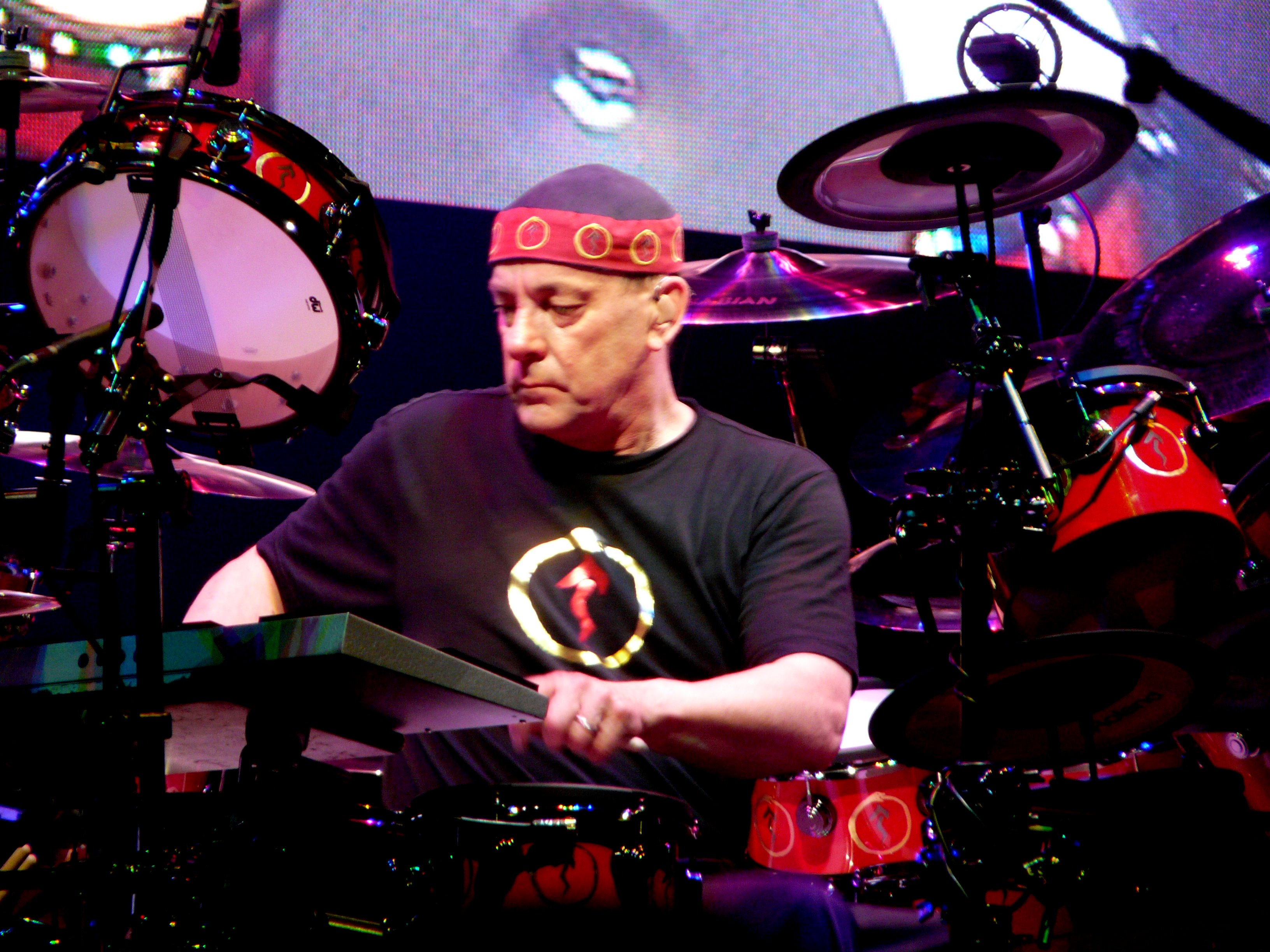
Нил Пирт

### Январь
- 17 января — Рюити Сакамото (ум. 2023) — японский музыкант и композитор
- 20 января
  - Ирина Аллегрова — советская и российская эстрадная певица и актриса
  - Пол Стэнли — американский певец и музыкант, сооснователь, гитарист и вокалист группы Kiss
- 30 января — Валерий Халилов (ум. 2016) — советский и российский дирижёр и композитор, художественный руководитель ансамбля имени А. В. Александрова

### Февраль
- 1 февраля — Енё Яндо (ум. 2023) — венгерский пианист
- 12 февраля — Майкл Макдональд — американский певец и музыкант, вокалист группы The Doobie Brothers
- 16 февраля — Джеймс Ингрэм (ум. 2019) — американский певец, музыкант и продюсер
- 23 февраля — Брэд Уитфорд — американский музыкант, гитарист группы Aerosmith

### Март
- 1 марта — Станислав Шалухин (ум. 2002) — советский и российский поэт, музыкант, журналист и переводчик
- 2 марта
  - Юрий Панюшкин (ум. 2017) — советский и российский поэт и автор-исполнитель
  - Владислав Янковский (ум. 2016) — советский и российский кларнетист, музыкальный педагог и дирижёр
- 5 марта — Алан Кларк[англ.] — британский музыкант, клавишник группы Dire Straits
- 7 марта — Эрни Айзли[англ.] — американский музыкант, гитарист и барабанщик группы The Isley Brothers
- 12 марта — Марс Сафиуллин (ум. 2019) — советский и российский танцовщик и педагог
- 16 марта — Джон Зазула (ум. 2022) — американский продюсер, основатель лейбла звукозаписи Megaforce Records
- 18 марта — Берни Торме (ум. 2019) — ирландский гитарист, певец и автор песен

### Апрель
- 2 апреля — Леон Уилксон[англ.] (ум. 2001) — американский музыкант, басист группы Lynyrd Skynyrd
- 4 апреля — Гэри Мур (ум. 2011) — североирландский гитарист, певец и автор песен
- 6 апреля — Удо Диркшнайдер — немецкий музыкант, основатель и вокалист групп Accept и U.D.O.
- 21 апреля — Тармо Пихлап (ум. 1999) — советский и эстонский певец и гитарист

### Май
- 6 мая — Грэм Брэйзир[англ.] (ум. 2015) — новозеландский музыкант и автор песен, вокалист группы Hello Sailor[англ.]
- 12 мая — Скотт Джонсон (ум. 2023) — американский композитор
- 14 мая — Дэвид Бирн — британский и американский музыкант и автор песен, вокалист и гитарист группы Talking Heads
- 25 мая — Александр Суханов — советский и российский композитор и бард
- 30 мая — Золтан Кочиш (ум. 2016) — венгерский пианист и дирижёр
- 31 мая — Карл Бартос — немецкий музыкант, участник группы Kraftwerk

### Июнь
- 3 июня — Билли Пауэлл[англ.] (ум. 2009) — американский музыкант, клавишник группы Lynyrd Skynyrd
- 12 июня
  - Оливер Нассен (ум. 2018) — британский композитор, дирижёр и музыкальный педагог
  - Пит Фарндон[англ.] (ум. 1983) — британский музыкант, басист группы The Pretenders

### Июль
- 3 июля — Энди Фрэйзер (ум. 2015) — британский музыкант и автор песен, бас-гитарист группы Free
- 8 июля — Александр Липницкий (ум. 2021) — советский и российский телеведущий, журналист и музыкант, бас-гитарист группы «Звуки Му»
- 13 июля — Александр Тиханович (ум. 2017) — советский и белорусский эстрадный певец, участник ВИА «Верасы»
- 15 июля — Марки Рамон — американский музыкант, барабанщик группы Ramones
- 16 июля — Стюарт Коупленд — американский музыкант и композитор, барабанщик группы The Police
- 18 июля — Иэн Гиббонс[англ.] (ум. 2019) — британский рок-музыкант, клавишник группы The Kinks
- 19 июля — Аллен Коллинз[англ.] (ум. 1990) — американский музыкант и автор песен, основатель и гитарист группы Lynyrd Skynyrd

### Август
- 12 августа — Павел Кудрявченко (ум. 2017) — советский и российский оперный певец (тенор)
- 13 августа — Херб Ритц (ум. 2002) — американский фотограф и режиссёр видеоклипов
- 20 августа — Любовь Фоминых (ум. 2023) — советская и болгарская балерина и балетный педагог
- 21 августа — Джо Страммер (ум. 2002) — британский певец, музыкант и автор песен, сооснователь, вокалист и гитарист группы The Clash
- 30 августа — Теофил Бикис (ум. 2000) — советский и латвийский пианист и музыкальный педагог

### Сентябрь
- 9 сентября
  - Мануэль Гёттшинг (ум. 2022) — немецкий композитор и музыкант, основатель и лидер групп Ash Ra Tempel и Ashra
  - Дэйв Стюарт — британский музыкант, композитор и музыкальный продюсер, участник группы Eurythmics
- 12 сентября — Нил Пирт (ум. 2020) — канадский музыкант и автор песен, барабанщик группы Rush
- 19 сентября — Найл Роджерс — американский музыкант, продюсер, композитор, аранжировщик и гитарист, сооснователь группы Chic
- 24 сентября — Марк Сэндман (ум. 1999) — американский певец, мультиинструменталист, композитор и изобретатель музыкальных инструментов, участник групп Treat Her Right и Morphine

### Октябрь
- 14 октября — Кайя Саариахо (ум. 2023) — финский композитор
- 16 октября — Корделл Моссон[англ.] (ум. 2013) — американский музыкант, басист группы Parliament-Funkadelic
- 17 октября — Валерий Кульшетов (ум. 2022) — советский и российский композитор
- 21 октября — Брент Мидленд[англ.] (ум. 1990) — американский музыкант, клавишник группы Grateful Dead
- 22 октября — Грег Хоукс — американский музыкант, клавишник группы The Cars

### Ноябрь
- 13 ноября — Бямбасурэнгийн Шарав (ум. 2019) — монгольский композитор и пианист
- 15 ноября — Джеральд Ачи (ум. 2021) — тринидадский барабанщик
- 23 ноября — Би Джей Кросби[англ.] (ум. 2015) — американская актриса и певица
- 27 ноября — Баппи Лахири (ум. 2022) — индийский композитор
- 29 ноября — Родион Басс (ум. 2017) — советский и белорусский музыкальный продюсер, режиссёр и директор фестивалей

### Декабрь
- 1 декабря — Пеги Янг[англ.] (ум. 2019) — американская певица, музыкант и автор песен
- 11 декабря — Каролин Беуг (ум. 2001) — американский кинорежиссёр, музыкальный продюсер и писательница
- 14 декабря — Михаил Шух (ум. 2018) — советский и украинский композитор и музыкальный педагог
- 27 декабря — Дэвид Нопфлер — британский музыкант и автор песен, гитарист группы Dire Straits
- 29 декабря — Владимир Сапунов (ум. 2018) — советский и российский поэт, композитор и продюсер, директор-администратор групп «Машина времени» и «Воскресение»

### Без точной даты
- Хобо Джим (ум. 2021) — американский кантри-певец, гитарист и композитор

## Скончались
- 30 января — Рихард Булиг (71) — американский пианист
- 11 марта — Эдвард Мэдден[англ.] (73) — американский поэт-песенник
- 17 марта — Перси Уэнрич[англ.] (65) — американский композитор
- 10 апреля — Ойген Бидер (55) — немецкий музыкальный педагог
- 15 апреля — Бруно Барилли (71) — итальянский писатель, композитор, музыкальный критик и журналист
- апрель — Вениамин Бенский (61) — советский артист и режиссёр оперетты
- 9 июня — Адольф Буш (60) — немецкий скрипач, концертмейстер и музыкальный педагог
- 17 июня — Альберто Вильямс (89) — аргентинский композитор, музыковед, музыкальный педагог, дирижёр и пианист
- 2 июля — Генриетта Босманс (56) — нидерландский композитор
- 18 июля — Альфред Виттенберг (72) — немецкий скрипач, пианист и музыкальный педагог
- 16 августа — Фриц Вайдлих (54) — австрийский дирижёр и пианист
- 7 октября — Арнальдо Бонавентура (90) — итальянский музыковед и музыкальный педагог
- 13 октября — Рэймонд Иган[англ.] (61) — американский автор песен
- 25 октября — Сергей Борткевич (75) — украинский и австрийский пианист, музыкальный педагог и композитор
- 25 ноября — Жюльен Фернан Вобургуэн (71) — французский композитор, органист и музыкальный педагог
- 27 ноября — Хосе Айбеншютц (80) — немецкий дирижёр и композитор
- 4 декабря — Имре Вальдбауэр (60) — венгерский скрипач и музыкальный педагог
- 14 декабря — Фартейн Вален (65) — норвежский композитор и органист
- 22 декабря — Мария Алешко (65) — русская и советская оперная певица (сопрано)
- 30 декабря — Вилли Браун (52) — американский гитарист и певец